# Empecamenta tridenticeps
Empecamenta tridenticeps är en skalbaggsart som beskrevs av Moser 1917. Empecamenta tridenticeps ingår i släktet Empecamenta och familjen Melolonthidae. Inga underarter finns listade i Catalogue of Life.